# Tolstrup Sogn (Brønderslev Kommune)
 For alternative betydninger, se Tolstrup Sogn. (Se også artikler, som begynder med Tolstrup Sogn)
Tolstrup Sogn er et sogn i Brønderslev Provsti (Aalborg Stift).
I 1800-tallet var Stenum Sogn anneks til Tolstrup Sogn. Begge sogne hørte til Børglum Herred i Hjørring Amt. Tolstrup-Stenum sognekommune blev ved kommunalreformen i 1970 indlemmet i Brønderslev Kommune.
Da Øster Hjermitslev Kirke blev opført i 1911, blev Øster Hjermitslev et kirkedistrikt i Tolstrup Sogn. I 2010 blev det udskilt som det selvstændige Øster Hjermitslev Sogn.
I Tolstrup Sogn ligger Tolstrup Kirke.
I Tolstrup og Øster Hjermitslev sogne findes følgende autoriserede stednavne:
- Grishøjgård (bebyggelse)
- Hedehuse (bebyggelse)
- Hjermitslevgårds Mark (bebyggelse)
- Holte (bebyggelse, ejerlav)
- Hybjerg Huse (bebyggelse)
- Lunefenner (areal)
- Mejlsted (bebyggelse)
- Rebsenge (areal)
- Tolstrup (bebyggelse)
- Tømmerby (bebyggelse, ejerlav)
- Tømmerby Kær (bebyggelse)
- Ulkær (areal)
- Vester Linderup (bebyggelse, ejerlav)
- Vibsig (bebyggelse, ejerlav)
- Øster Hjermitslev (bebyggelse, ejerlav)
- Øster Hjermitslev Enge (bebyggelse)